# محمد خرسند
محمد خرسند (زادهٔ ۱۷ اردیبهشت ۱۳۴۶ – درگذشتهٔ ۸ خرداد ۱۳۹۸) روحانی شیعه، امام جمعه شهر کازرون و عضو شورای مرکزی حزب موتلفه اسلامی بود. خرسند از دوم شهریورماه ۱۳۸۶ امامت جمعه شهر کازرون را برعهده داشت. وی همچنین از اعضای شورای مرکزی حزب موتلفه اسلامی بود. خرسند در روز چهارشنبه ۸ خرداد ۱۳۹۸ مقابل منزلش مورد حمله حمیدرضا درخشنده با چاقو قرار گرفت، حمیدرضا درخشنده به وسیله چاقو سه ضربه به سینه، شکم و ران او وارد کرد، و متواری گشت. خرسند پس از انتقال به بیمارستان درگذشت.

## تحصیلات
محمد خرسند تحصیلات ابتدایی، راهنمایی و دبیرستان را در شهر کازرون گذراند و در مهر سال ۱۳۶۴ برای آغاز تحصیلات حوزوی وارد حوزه علمیه این شهر شد. دروس سطح را در حوزه علمیه کازرون نزد اسدالله ایمانی و بزرگ بنیادی گذراند. سپس راهی قم شد و طی ۸ سال در دروس خارج فقه حوزه علمیه قم از جمله درس کفایة الاصول نزد محمدجواد فاضل لنکرانی و فاضل هرندی حاضر شد. در مقطع درس خارج نیز در درس استادانی چون ناصر مکارم شیرازی، جعفر سبحانی، حسین نوری همدانی و محسن فقیهی حاضر شد.

## فعالیت‌ها

### حضور در جنگ ایران و عراق
محمد خرسند از سال ۱۳۶۲ به جبهه اعزام شد و تا پایان جنگ به صورت متناوب در جبهه حضور داشت. وی سه بار مجروح شد و دارای ۲۰ درصد جانبازی بود.

### سیاسی
خرسند از دوم شهریورماه ۱۳۸۶ امامت جمعه شهر کازرون را عهده‌دار شد. وی همچنین در سال ۹۱ به عضویت شورای مرکزی حزب موتلفه اسلامی درآمد.

## مرگ
محمد خرسند در سحر روز چهارشنبه ۸ خرداد ۱۳۹۸ ساعت ۳:۳۰ بامداد پس از بازگشت از مراسم احیای شب جمعه مقابل خانه‌اش مورد حمله فردی مسلح به چاقو قرار گرفت و از ناحیه شکم و سینه به شدت مجروح شد. او پس از انتقال به بیمارستان در اثر شدت جراحات در سن ۵۲ سالگی درگذشت. به گفته شاهدان عینی ضارب که لباس تعزیه به تن داشته ابتدا خواستار عکس یادگاری (سلفی) با امام جمعه کازرون شده و سپس با سلاح سرد به وی حمله کرده و به صورت ناگهانی با چاقو ضربات متعدد به وی وارد کرده و بلافاصله از محل فرار می‌کند.

### شناسایی قاتل
در ساعات ابتدایی روز چهارشنبه کاووس محمدی معاون اجتماعی فرماندهی انتظامی استان فارس از «هویت معلوم» قاتل و شناسایی او خبر داد و گفت تلاش برای دستگیری وی به صورت ویژه در دستور کار است. ساعاتی بعد سید احمد احمدی‌زاده معاون سیاسی و امنیتی استاندار فارس از دستگیری فردی حدوداً ۴۰ ساله به نام حمیدرضا درخشنده به عنوان قاتل محمد خرسند خبر داد. قاتل محمد خرسند اورا عامل فساد چندین ساله در کازرون می‌دانست و اقدام خود را در راستای مبارزه با فساد در کازرون عنوان کرد که پخش شدن صوت حمیدرضا درخشنده در رابطه با محمد خرسند واکنش‌های زیادی را در فضای مجازی دربرداشت. متهم در تحقیقات اولیه صراحتاً به ارتکاب قتل اقرار نمود. حمیدرضا ترقی عضو شورای مرکزی حزب موتلفه در توضیحاتی پیرامون قاتل محمد خرسند گفت که ظاهراً او از اعضای فرقه‌های ضاله و ضد روحانیت بوده و پس از مجروح کردن شهید خرسند با چاقو با سر دادن شعاری گفته است که «ما باید روحانیون از بین ببریم.»

### واکنش‌ها به مرگ
ناصر مکارم شیرازی با صدور پیامی از محمد خرسند به عنوان یکی «از علاقه‌مندان صدیق انقلاب اسلامی و از طرفداران آرامش در منطقه» نام برد و خواستار ریشه یابی این حادثه و مجازات عاملان آن شد.حزب موتلفه اسلامی ضمن صدور اطلاعیه‌ای با بیان اینکه خرسند شهره به پیگیری مطالبات مردم بود، خواستار دستگیری هرچه سریع‌تر عوامل قتل و روشن شدن ابعاد ترور وی برای افکار عمومی شد. همچنین سیّدعلی خامنه‌ای در ۱۱ خرداد ۱۳۹۸ طی پیامی درگذشت وی را به خانواده او و مردم کازرون تسلیت گفت.